# Nils Ramhøj
Nils Ramhøj, född 18 maj 1953 i Alingsås, är en svensk målare och tecknare. Han verkar i Göteborg och är utbildad vid Konstindustriskolan, textilbild, 1973–1978.
Hans praktik omfattar även fotografi, performance, installation och samarbeten inom scenkonst.
Han debuterade 1980 på Galleri Maneten i Göteborg. Sedan dess har Ramhøj haft utställningar såväl i Sverige som internationellt och har periodvis varit verksam i England, Latinamerika, Mexiko och Spanien.
Tematiken inom den konstnärliga produktionen kretsar ofta kring avgörande livsfrågor såsom problematiken kring kärleks- och familjerelationer, speciellt den mellan far och son. Två installationer, Up against the wall och Rekonstruktion – Betula nostalgia, (Galleri Konstepidemin och Skulptur i Pilane) fokuserade på individens och naturens utsatthet i förhållande till dagens samhällsklimat.
Nils Ramhöj finns representerad vid bland annat Göteborgs konstmuseum.